# Ivan Klíma
Ivan Klíma (Prága, 1931. szeptember 14. –) cseh író és drámaíró. Többek között megkapta a Magnesia Litera-díjat és a Franz Kafka-díjat.

## Életrajza
Klíma gyermekkora Prágában boldog és eseménytelen volt, de mindez megváltozott Csehszlovákia 1938-as német megszállásával, a müncheni egyezményt követően. Nem tudta, hogy mindkét szülője zsidó származású; egyikük sem volt zsidó vallású, de ez a németek számára nem volt lényeges.
1941 novemberében először édesapja, Vilém Klíma, majd decemberben édesanyjával és testvérével együtt parancsot kapott, hogy távozzon a terezíni koncentrációs táborba, ahol a Vörös Hadsereg 1945. májusi felszabadításáig maradt. Ő és szülei is túlélték a bebörtönzést, ami akkoriban csodának számított, mivel Terezín a közép- és dél-európai zsidók gyűjtőtábora volt, és az összezsúfolt lakosságot rendszeresen „keletre” – olyan haláltáborokba, mint Auschwitz – szállították. A család a háború után felvette a kevésbé németes hangzású Klíma vezetéknevet.
Klíma szemléletesen írt erről az időszakról a brit Granta irodalmi folyóiratban megjelent cikkeiben, különösen az A Childhood in Terezin címűben. Azt mondja, hogy ezen szélsőséges körülmények között élve tapasztalta meg először „az írás felszabadító erejét”, miután felolvasott egy iskolai esszét az osztályának. Egy mesemondó közösség közepén volt, amelyet figyelemre méltó körülmények között szorítottak össze, ahol a halál állandóan jelen volt. A gyerekeket az anyjukkal szállásolták el, ahol a dalok és anekdoták gazdag verbális kultúrájának volt kitéve.
Ezzel a figyelemre méltó és szokatlan háttérrel nem ért véget Klíma bevezetése a század közepi Európát alakító nagy történelmi erőkbe. A felszabadulással együtt járt a cseh kommunista rezsim felemelkedése és a náci zsarnokság felváltása a két világháború közötti cseh demokratikus kísérlet szovjet ellenőrzésével. Klima a Csehszlovákiai Kommunista Párt tagja lett. Később a jónak a gonosz felett aratott mesebeli győzelméhez fűzött gyermekkori reményeiből felnőttkori tudatára ébredt, hogy gyakran „nem a jó és a gonosz erői csatáznak egymással, hanem csupán két különböző gonosz, akik a világ uralmáért versengenek”.
Az új rendszerrel szemben állók elleni korai kirakatperek és gyilkosságok már megkezdődtek, és Klíma apját ismét bebörtönözték, ezúttal saját honfitársai. Ez a sötét háttér az a tégely, amelyből Klíma írói anyaga formálódott: az emberi kegyetlenség mélységeinek ismerete, valamint a személyes integritás iránti magánéleti igény, az egyén küzdelme azért, hogy megőrizze mindazokat a személyes értékeket, amelyeket a totalitárius rendszerek, amelyek alatt élt, megpróbáltak eltörölni.
Írói képességeiért Ivan Klíma 2002-ben másodszor kapta meg a Franz Kafka-díjat. Moje šílené století („Az én őrült évszázadom”) című kétkötetes memoárja 2010-ben elnyerte a cseh irodalmi díjat, a Magnesia Litera-t a nem szépirodalmi kategóriában. A My Crazy Century 2013-ban jelent meg angolul a Grove Press kiadónál. A The Leshne Agency irodalmi ügynöke, Lisa Leshne Klíma irodalmi ügynöke.

## Művei
- Bezvadný den, 1960 – novellák a magány témájával
- Mezi třemi hranicemi, 1960 – riportok Szlovákia legkeletibb csücskéről, egy évszázados nyomorúság vidékét ábrázolva
- Karel Čapek, 1962 – eseje
- Hodina ticha, 1963 – regény
- Milenci na jednu noc, 1964
- Návštěva u nesmrtelné tetky, 1965 – művészi riport
- Klára a dva páni, 1968
- Loď jménem naděje, 1969
- Ženich pro Marcelu, 1969
- Milenci na jeden den, 1970
- Soudce z milosti, szamizdat 1976; Stojí, stojí šibenička, exil 1986, Čechách tisk 1991 – a kritikusok szerint az életműve: egy pszichológiai regény, amely cselekményét tekintve is kifinomult.
- Milostné léto, exil 1979
- Má veselá jitra, exil 1979, 1990
- Už se blíží meče, exil 1983, Čechy 1990 – esszék
- Moje první lásky, exil 1985
- Láska a smetí, szamizdat 1987, exil 1988, v Čechách tiskem 1990
- Moje zlatá řemesla, 1990
- Čekání na tmu, čekání na světlo, 1993
- Poslední stupeň důvěrnosti, 1996
- Jak daleko je slunce, 1999
- Ani svatí, ani andělé, 1999
- Jak přežít blahobyt, 2001
- Velký věk chce mít též velké mordy, 2001 – Karel Čapek élete és munkássága
- Premiér a anděl, 2003
- Miláčkové chřestýši a jiné ženské horory, 2007
- Moje šílené století, Academia 2009, ISBN 978-80-200-1697-3 – Magnesia Litera 2010, non-fiction
- Moje šílené století II. Academia 2010 ISBN 978-80-200-1854-0
- Jak se nestát vrahem, Academia 2012, feuilletonok
- Moje šílené století, souborné vydání, Academia 2021, ISBN 978-80-200-3209-6

### Dráma
- Zámek, 1964, Kafka-típusú dráma
- Mistr, című dráma 1967-ben íródott, premierje 1970-ben New York-ban
- Cukrárna Miriam, 1968
- Porota, 1968
- Amerika, 1974, Kafka művének adaptációja, Pavel Kohouttal(wd) közösen
- Ženich pro Marcelu, 1969
- Pokoj pro dva, 1973
- Hromobití, 1973

### Magyarul megjelent
- A csend órája; ford. Zádor Margit; Tatran–Európa, Bratislava–Budapest, 1966
- Halál és költészet. Bűnügyi regény; ford. Czagány Iván; Európa–Madách, Budapest–Bratislava, 1969
- Szerelmes nappalok és éjszakák. Válogatott elbeszélések – Európa, Budapest, 1997 · ISBN 9630762269 · Fordította: V. Detre Zsuzsa · ("Myriam", "Igazmondósdi", "Klára és a két úr", "Nászút", "Pokol, éden, menny", "Lingula", "A vesztőhely", "Komlószüreten", "A szemüveg", "A mosógép", "A kukák mögött")
- Várd a sötétet, várd a fényt! (Čekání na tmu, čekání na světlo) – Európa, Budapest, 1998 · ISBN 9630763303 · Fordította: Varga György
- Szerelmes beszélgetések (Milostné rozhovory) – Európa, Budapest, 2000 · ISBN 9630767074 · Fordította: V. Detre Zsuzsa
- Se szentek, se angyalok (Ani svatí, ani andělé) – Európa, Budapest, 2002 · ISBN 9630771381 · Fordította: V. Detre Zsuzsa
- Szerelmes nyár (Milostné léto) – Ulpius-ház, Budapest, 2007 · ISBN 9789639752344 · Fordította: V. Detre Zsuzsa

## Fordítás
- Ez a szócikk részben vagy egészben  az   Ivan Klíma című angol Wikipédia-szócikk fordításán alapul.  Az eredeti cikk szerkesztőit annak laptörténete sorolja fel. Ez a jelzés csupán a megfogalmazás eredetét és a szerzői jogokat jelzi, nem szolgál a cikkben szereplő információk forrásmegjelöléseként.